# Châu Thành, Trà Vinh
Châu Thành là một huyện cũ nằm ở phía bắc tỉnh Trà Vinh cũ, Việt Nam.

## Địa lý
Huyện Châu Thành nằm ở phía đông bắc của tỉnh Trà Vinh, nằm cách thành phố Trà Vinh khoảng 10 km, cách trung tâm Thành phố Hồ Chí Minh khoảng 136 km, có vị trí địa lý:
- Phía đông giáp huyện Mỏ Cày Nam và huyện Thạnh Phú thuộc tỉnh Bến Tre
- Phía tây giáp huyện Tiểu Cần
- Phía nam giáp huyện Cầu Ngang và huyện Trà Cú
- Phía bắc giáp thành phố Trà Vinh và huyện Càng Long.

Huyện Châu Thành có diện tích 348 km², dân số năm 2019 là 144.040 người, mật độ dân số đạt 414 người/km².
Huyện có diện tích tự nhiên là 33.485ha, chiếm 15,67% diện tích đất của tỉnh và là huyện có diện tích lớn thứ 3 trong tỉnh. Phía bắc là thành phố Trà Vinh và con sông Cổ Chiên.

### Điều kiện tự nhiên
Châu Thành có địa hình đặc thù, đó là địa hình đồng bằng ven biển với những giồng cát chạy dài. Nhìn chung, địa hình tương đối thấp và bằng phẳng. Độ cao trung bình phổ biến từ 0,4 – 1,2m (chiếm khoảng 87% diện tích toàn huyện). Nơi có địa hình cao nhất (+5m) là các đỉnh giồng thuộc Đa Lộc - Mỹ Chánh. Nơi có địa hình trũng (+0,2m) thuộc các cánh đồng ở xã Thanh Mỹ và rãi rác ở các xã Phước Hảo, Lương Hòa, Lương Hòa A, Song Lộc, Hòa Thuận. Do sự phân cách giữa các dòng cát và hệ thống sông rạch đã tạo nên địa hình của huyện khá phức tạp và có đặc tính riêng của từng vùng.
Huyện Châu Thành nằm trong khu vực nhiệt đới gió mùa ven biển, có 2 mùa mưa, nắng rõ rệt trong năm. Mùa mưa từ tháng 5 đến tháng 11, mùa khô từ tháng 12 đến tháng 4 năm sau.
Nhiệt độ tương đối cao và ổn định, trung bình từ 25 – 28 °C, nhiệt độ cao nhất 35,8 °C vào tháng 4 – 5 dl và thấp nhất là 18,7 °C vào tháng 1 – 2 dl.
Tổng lượng mưa/năm đạt khoảng 1.400 - 1.500mm tập trung chủ yếu vào mùa mưa (tháng 7,8,9 đạt 300mm/tháng).
Thời gian mưa và lượng mưa có xu hướng giảm dần về phía Nam.
Nhìn chung, điều kiện khí hậu của huyện Châu Thành với đặc điểm nhiệt đới gió mùa, rất thuận lợi cho sản xuất nông nghiệp. Tuy nhiên, do lượng mưa tập trung theo mùa nên thường xảy ra ngập úng cục bộ đối với một số vùng có địa hình thấp, trũng.

#### Mạng lưới sông rạch
- Sông Cổ Chiên: là một trong ba nhánh sông Tiền, rẽ nhánh từ khu vực thành phố Vĩnh Long chảy theo hướng Tây – Bắc, Đông – Nam. Đoạn sông Cổ Chiên đi qua huyện Châu Thành dài khoảng 30 km và được rẽ thành hai nhánh bởi cù lao Long Hoà – Hoà Minh đổ ra biển Đông qua cửa Cung Hầu. Sông rộng trung bình 1,8 – 2,1 km và rất sâu, chịu ảnh hưởng của thủy triều nên khả năng tích nước và thoát nước lớn, lưu lượng bình quân 12.000 – 19.000 m³/s, hàm lượng phù sa từ 100 – 500g/m³
- Sông Láng Thé - Ba Si: được bắt nguồn từ sông Cổ Chiên chạy theo ranh giới hai huyện Càng Long và Châu Thành, chia làm hai nhánh có chiều dài 16,3 km, ảnh hưởng chủ yếu đến đất đai các xã phía Bắc của huyện
- Sông Song Lộc có tổng chiều dài 14 km, được hình thành từ nhánh rẽ của sông Ba Si chảy qua địa bàn các xã Song Lộc, Lương Hoà đến kinh Thống Nhất tại xã Thanh Mỹ
- Sông Bãi Vàng – Vĩnh Kim bắt đầu từ ranh giới giữa hai huyện Châu Thành và Cầu Ngang chạy theo hướng Đông – Nam dài khoảng 8 km
- Sông Giồng Lức (Sông Trà Vinh): chạy dọc Quốc lộ 54 theo hướng Bắc – Nam dài 11 km
- Kênh Thống Nhất: là đoạn tiếp nối của sông Giồng Lức thông với sông Hậu qua các huyện Tiểu Cần và Trà Cú. Đoạn nằm trên địa bàn Châu Thành dài khoảng 8 km.

Toàn huyện có 355 km kênh mương thủy lợi chính, gồm 80 km kênh cấp I và 275 km kênh cấp II, bình quân 1 ha đất canh tác có 12,62m kênh mương thủy lợi.
Do nằm ven sông Cổ Chiên và có cù lao Hoà Minh – Long Hoà chạy dài ra sát cửa Cung Hầu nên huyện Châu Thành chịu ảnh hưởng chế độ bán nhật trìêu của biển Đông, thông qua đoạn sông Cổ Chiên vào các hệ thống sông rạch lớn như: Láng Thé – Ba Si – Ô Chát, sông Trà Vinh – Kinh Thống Nhất hệ Tầm Phương, sông Bãi Vàng – Vinh Kim. Ngoài ra, do yêu cầu tiếp ngọt với hai cống ngăn mặn Đa Lộc, Hiệp Hòa vào mùa khô, nguồn nước từ Cầu Quan (sông Hậu) được đưa sang kinh Thống Nhất và Trà Vinh. Trong ngày nước lên xuống hai lần, mỗi tháng có 2 lần triều cường sau ngày 1 và ngày 15 âl và 2 lần triều kèm sau ngày 7 và 23 âl (từ 2 đến 3 ngày), biên độ triều hàng ngày rất lớn, nhất là các khu vực gần cửa sông.
Biên độ tắt dần khi vào nội đồng, đặc biệt vào mùa triều cường (tháng 10,12 dương lịch) đối với vùng kinh Thông Nhất qua ngọn Ô Chát chịu ảnh hưởng chung của sông Cổ Chiên và sông Hậu, biên độ triều hàng ngày nhỏ và hầu như không đáng kể vào thời kỳ triều cường nhất trong năm. Một số vùng thấp (Thanh Mỹ – Đa Lộc) có thời gian nước trên đồng không rút được, dù độ ngập không lớn.
Vào mùa khô, triều cường và gió chướng đã đưa nước mặn xâm nhập vào nội đồng, độ mặn trung bình thay đổi từ 2,24‰ -9,96‰ từ cuối tháng 1 đến tháng 6, tuy nhiên tháng tư có độ mặn cao nhất trên 18‰ (Hưng Mỹ). Các cửa sông gần biển thì độ mặn càng cao. Do dự trữ nước nội đồng và nguồn bổ sung từ trên xuống, từ sông Hậu sang nên độ mặn giảm dần khi vào nội đồng.

## Hành chính
Huyện Châu Thành có 14 đơn vị hành chính cấp xã trực thuộc, bao gồm thị trấn Châu Thành và 13 xã: Đa Lộc, Hòa Lợi, Hòa Minh, Hòa Thuận, Hưng Mỹ, Long Hòa, Lương Hòa, Lương Hòa A, Mỹ Chánh, Nguyệt Hóa, Phước Hảo, Song Lộc, Thanh Mỹ.

## Lịch sử
Năm 1917, thành lập quận Châu Thành thuộc tỉnh Trà Vinh, gồm có 3 tổng với 18 làng: 
- Tổng Bình Phước với 9 làng
- Tổng Trà Phú với 9 làng
- Tổng Trà Nhiêu Thượng với 9 làng.

Ngày 1 tháng 1 năm 1928, địa giới hành chính quận Châu Thành được điều chỉnh lại, gồm có 4 tổng với 17 làng và quận lỵ đặt tại làng Long Đức.
- Tổng Trà Nhiêu với 6 làng
- Tổng Trà Phú với 4 làng
- Tổng Trà Bình với 4 làng
- Tổng Bình Phước với 3 làng.

Ngày 6 tháng 1 năm 1931, quận Châu Thành giao tổng Bình Phước cho quận Càng Long. Sau đó, địa giới hành chính quận lại trở lại như cũ.
Năm 1939, quận Châu Thành có 4 tổng với 15 làng:
- Tổng Bình Phước có 3 làng: Đãi Phước, Phương Thạnh, Song Lộc
- Tổng Trà Bình có 3 làng: Hưng Mỹ, Long Hòa, Phước Hảo
- Tổng Trà Phú có 4 làng: Hương Hóa, Lương Sa, Nguyệt Hóa, Thạnh Mỹ
- Tổng Trà Nhiêu có 5 làng: Đa Lộc, Hòa Lợi, Long Đức, Vĩnh Bình, Vĩnh Thuận.

Ngày 1 tháng 1 năm 1943, quận Châu Thành sáp nhập thêm địa bàn quận Tiểu Cần và điều chỉnh lại 4 tổng với 15 làng là:
- Tổng Ngãi Thạnh với 5 làng
- Tổng Trà Nhiêu với 3 làng
- Tổng Trà Bình với 3 làng
- Tổng Trà Phú với 4 làng.

Sau năm 1956, quận Châu Thành thuộc tỉnh Vĩnh Bình, bao gồm 3 tổng là: Trà Nhiêu với 3 xã, Trà Bình với 3 xã, Trà Phú với 4 xã và quận lỵ: xã Phú Vinh.
Từ năm 1965, các tổng đều mặc nhiên giải thể.

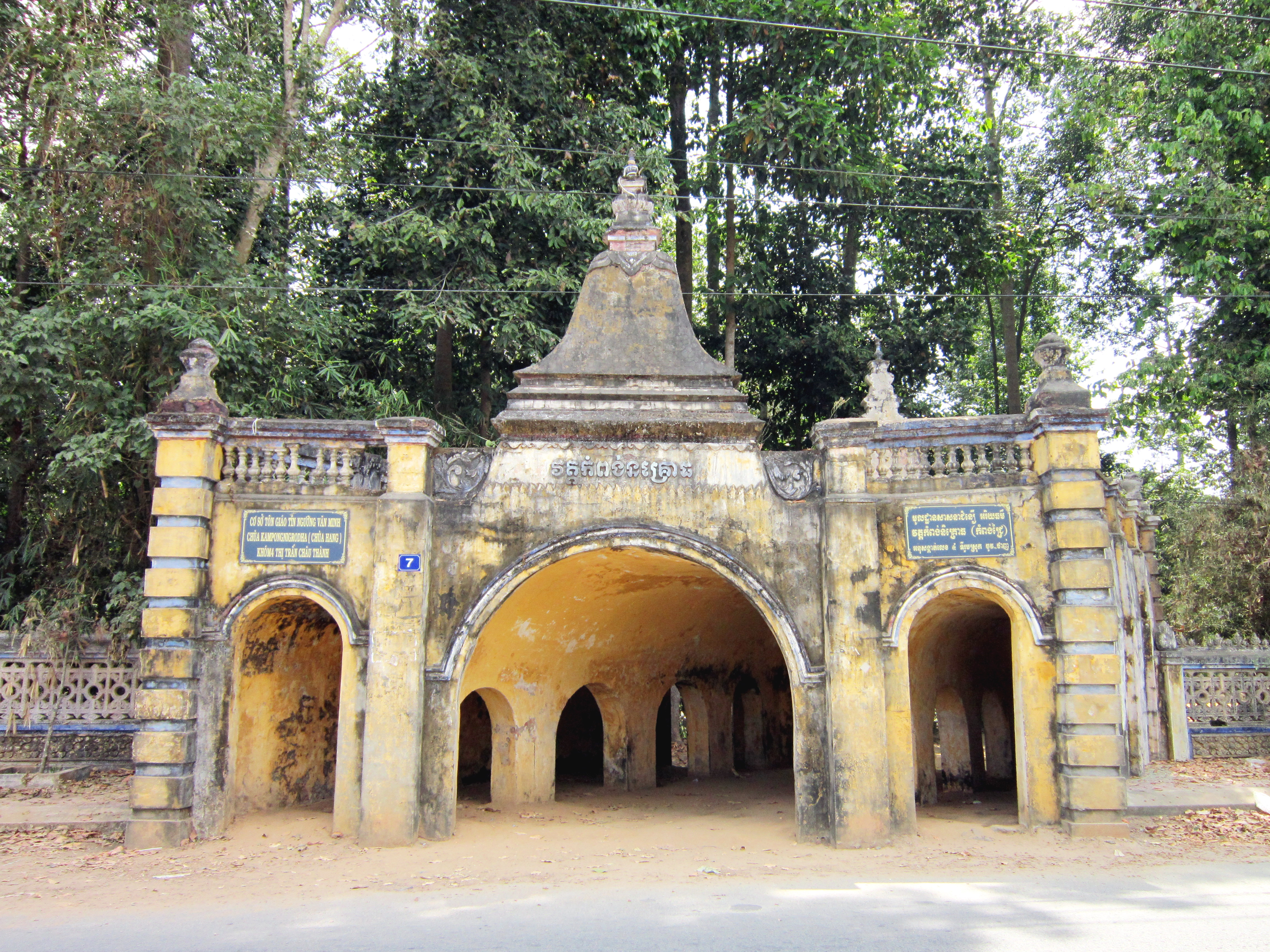
Cổng chùa Hang

Sau ngày 30 tháng 4 năm 1975, quận Châu Thành đổi tên thành huyện Châu Thành Đông, thuộc tỉnh Cửu Long, gồm 10 xã: Đa Lộc, Hòa Thuận, Hưng Mỹ, Long Đức, Long Hòa, Lương Hòa, Nguyệt Hóa, Phước Hảo, Song Lộc và Thanh Mỹ.

### Từ năm 1976 đến nay
Tháng 2 năm 1976, Chính phủ Cách mạng lâm thời Cộng hòa Miền Nam Việt Nam ban hành Nghị định về việc giải thể khu, hợp nhất tỉnh ở miền Nam Việt Nam bằng sự sáp nhập tỉnh Vĩnh Long và tỉnh Vĩnh Bình thành tỉnh Cửu Long.
Ngày 11 tháng 3 năm 1977, Hội đồng Chính phủ ban hành Quyết định 59-CP về việc giải thể huyện Châu Thành Đông sáp nhập vào địa bàn như sau:
- Sáp nhập xã Hiếu Tử của huyện Tiểu Cần và 5 xã: Nguyệt Hóa, Lương Hóa, Đa Lộc, Thanh Mỹ, Sông Lộc của huyện Châu Thành Đông vào huyện Càng Long
- Sáp nhập 4: xã Hòa Thuận, Lương Hòa, Hưng Mỹ và Phước Hào của huyện Châu Thành Đông vào huyện Cầu Ngang
- Sáp nhập xã Long Đức của huyện Châu Thành Đông vào thị xã Trà Vinh.

Ngày 29 tháng 9 năm 1981, Hội đồng Bộ trưởng ban hành Quyết định 98-HĐBT về việc thành lập huyện Châu Thành thuộc tỉnh Cửu Long trên cơ sở:
- Tách 4 xã: Long Hòa, Hưng Mỹ, Phước Hảo, Hòa Thuận của huyện Cầu Ngang
- Tách 5 xã: Đa Lộc, Thanh Mỹ, Lương Hòa, Song Lộc, Nguyệt Hóa của huyện Càng Long.

Huyện Châu Thành gồm 9 xã: Long Hoà, Hưng Mỹ, Phước Hảo, Hoà Thuận, Song Lộc, Đa Lộc (trụ sở huyện), Lương Hoà, Nguyệt Hoá và Thanh Mỹ. 
Ngày 27 tháng 3 năm 1985, Hội đồng Bộ trưởng ban hành Quyết định 86-HĐBT về việc chia xã Long Hoà thành 2 xã: Long Hoà và Hoà Minh.
Ngày 26 tháng 12 năm 1991, tỉnh Cửu Long được chia thành 2 tỉnh: Vĩnh Long và Trà Vinh, huyện Châu Thành thuộc tỉnh Trà Vinh.
Ngày 29 tháng 8 năm 1994, Chính phủ ban hành Nghị định 99-CP về việc thành lập thị trấn Châu Thành trên cơ sở điều chỉnh một phần của xã Đa Lộc.
Ngày 3 tháng 10 năm 1996, Chính phủ ban hành Nghị định 57-CP về việc thành lập xã Hòa Lợi trên cơ sở điều chỉnh một phần diện tích và dân số của xã Hòa Thuận.
Ngày 2 tháng 3 năm 1998, Chính phủ Việt Nam ban hành Nghị định số 13/1998/NĐ-CP về việc thành lập xã Mỹ Chánh trên cơ sở 2.558,3 ha diện tích tự nhiên và 9.495 nhân khẩu của xã Thanh Mỹ.
Ngày 18 tháng 7 năm 2002, Chính phủ ban hành Nghị định 70/2002/NĐ-CP về việc điều chỉnh địa giới hành chính để mở rộng thị xã Trà Vinh trên cơ sở: sáp nhập 187,13 ha diện tích tự nhiên và 4.839 nhân khẩu của xã Nguyệt Hóa; 714,8 ha diện tích tự nhiên và 4.972 nhân khẩu của xã Đa Lộc; 400,16 ha diện tích tự nhiên và 5.020 nhân khẩu của xã Lương Hòa.
Huyện Châu Thành sau khi điều chỉnh địa giới hành chính còn lại 43.161,21 ha diện tích tự nhiên và 134.587 nhân khẩu; gồm 13 đơn vị hành chính trực thuộc, bao gồm 12 xã: Thanh Mỹ, Đa Lộc, Lương Hoà, Nguyệt Hoá, Song Lộc, Hoà Lợi, Phước Hảo, Hưng Mỹ, Long Hoà, Hoà Minh, Hoà Thuận, Mỹ Chánh và thị trấn Châu Thành.
Ngày 10 tháng 12 năm 2003, Chính phủ Việt Nam ban hành Nghị định số số 157/2003/NĐ-CP về việc thành lập xã Lương Hoà A trên cơ sở điều chỉnh 2.348,77 ha diện tích tự nhiên và 8.557 nhân khẩu của xã Lương Hoà.
Từ đó, huyện Châu Thành có 1 thị trấn và 13 xã như hiện nay.

## Xã hội
Các bệnh viện đa khoa trên địa bàn huyện Châu Thành:
- Bệnh viện Đa khoa huyện Châu Thành: thị trấn Châu Thành.
- Bệnh viện Y Dược Cổ Truyền tỉnh Trà Vinh: Quốc lộ 53, ấp Bến Có, xã Nguyệt Hoá.
- Bệnh viện Sản – Nhi tỉnh Trà Vinh: xã Nguyệt Hoá.
- Bệnh viện Phổi tỉnh Trà Vinh: xã Lương Hoà.